# Dage på skærven
Dage på skærven er en dansk dokumentarfilm fra 1980 instrueret af Erik Frohn Nielsen efter eget manuskript.

## Handling
Filmen skildrer hverdagen for sukkersyge børn under deres ophold på Landsforeningen for Sukkersyges børneferiekoloni "Skærven" i Nyborg. Scener fra børnenes leg, badning og sport skifter med scener fra insulinindgivning, urinundersøgelser og måltider, og viser feriekoloniens daglige rytme, hvor regelmæssighed og kontrol ubesværet forenes med børnenes naturlige leg. Filmen viser hvordan børnene og deres forældre lærer at leve med sukkersygen.